# Oldsmobile L-Serie

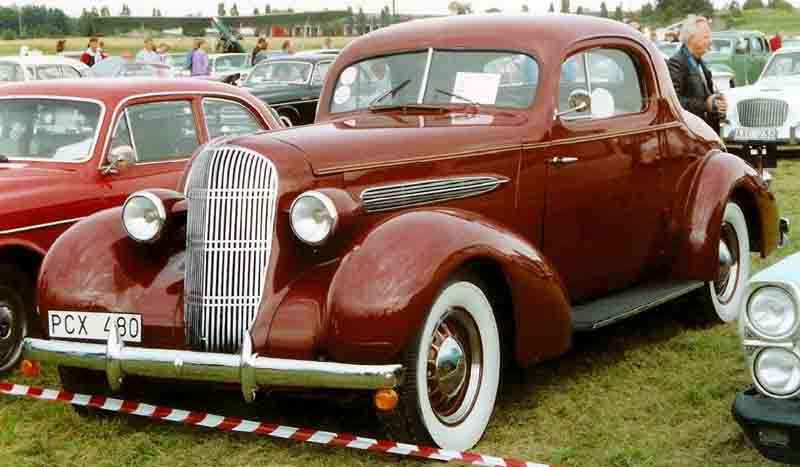
Oldsmobile L-Serie Coupé (1935)

Die Oldsmobile L-Serie war ein PKW der Oberklasse, der von 1932 bis 1938 von Oldsmobile, einer Marke von General Motors, gebaut wurde. Es war das Spitzenmodell der Marke.
Im ersten Produktionsjahr war die neue L-Serie mit einem seitengesteuerten Reihenachtzylindermotor mit 3933 cm³ Hubraum ausgestattet, der bei 3350 min−1 eine Leistung von 87 bhp (64 kW) entwickelte. Die Fahrzeuge entsprachen im Erscheinungsbild den schon seit 1928 hergestellten kleineren Modellen der F-Serie und waren wie diese als 2-türiges Cabriolet, 2-türiges Coupé und 2- oder 4-türige Limousine erhältlich. Die Motorleistung wurden über eine Einscheiben-Trockenkupplung, ein Dreiganggetriebe mit Mittelschaltung und eine Kardanwelle an die Hinterräder weitergeleitet. Alle vier Räder hatten mechanisch betätigte Trommelbremsen und Holzspeichen.
1933 wurden die Wagen grundlegend überarbeitet. Kühlergrill und einteilige Windschutzscheibe waren nach hinten geneigt und die vorderen Kotflügel bis zum Stoßfänger heruntergezogen. Der Radstand war um rund 63 mm (2 ½″) länger geworden, sodass sich die Achtzylinder von der kleineren F-Serie deutlicher unterschied. Die Motorleistung legte auf 90 bhp (66 kW) zu. Zu den klassischen Limousinen (ohne Kofferraum) waren Touring-Limousinen gekommen, die mit einem hinten angebauten Kofferraum ausgestattet waren. 1934 gab es nur wenige Änderungen, z. B. einen anderen Kühlergrill.
1935 kam ein großes Facelift. Die Kotflügel wurden voluminöser, die Windschutzscheibe war jetzt in der Mitte geteilt und besaß eine leichte V-Form. Alle Türen waren hinten angeschlagen, um komfortableres Einsteigen zu ermöglichen. Der Motor leistete 100 bhp (74 kW) bei 3400 min−1 und die Bremsen waren hydraulisch betätigt. 1936 waren die Türen aus Sicherheitsgründen wieder vorne angeschlagen und die Scheinwerfer standen höher über den vorderen Kotflügeln. Mechanisch änderte sich nichts.
1937 gab es einen neuen, senkrecht stehenden  Kühlergrill mit feinen, verchromten Querbügeln. Dahinter war ein größerer Motor mit 4211 cm³ Hubraum eingebaut, der 110 bhp (81 kW) bei 3600 min−1 abgab. Der Radstand legte um weitere 76 mm (3″) zu. Längst waren die Holzspeichenräder durch Stahlscheibenräder ersetzt worden.
1938 gab es kaum Änderungen.
Im Folgejahr ersetzte der Oldsmobile 80 die L-Serie, der Name wurde noch ein Jahr als Beiname weitergeführt. In sieben Jahren waren 168.253 Wagen der L-Serie entstanden.